# 宏福籃球隊
宏福籃球隊是臺灣一支已解散的籃球隊，1994年2月由宏福集團創辦人陳政忠創建。該隊於1995年一舉拿下臺灣中正盃、自由盃及聯賽三冠，於1995至1996球季以「宏福公羊」之名和中興虎一同加入中華職籃。
1999年3月中華職籃五年因為封館而中止比賽，隨後聯盟解散，而幸福豹和宏福公羊也先後解散。大華建設在宏福解散後接收大部分的球員，包括朱志清和尚韋帆。